# Гней Тремелий Скрофа
Гней Тремелий Скрофа (на латински: Gnaeus Tremelius (Tremellius) Scrofa) е сенатор на Римската република. За него пише Марк Теренций Варон в произведението си De re rustica.
Той е роден малко преди 100 пр.н.е. Племенник или внук е на претора и автор на трудове в областта на земеделието Гней Тремелий Скрофа (претор 77 или 72 пр.н.е.).
През 71 пр.н.е. той е квестор на Марк Лициний Крас през Третата робска война против Спартак. През 70 пр.н.е. той е съдия в процеса на Вер и е избран за народен трибун за 69 пр.н.е. Вероятно през 51/50 пр.н.е. той е проконсул на провинция Крета и Кирена.